# Tokara (cheval)
Pour les articles homonymes, voir Kagoshima et Tokara.
Le Tokara, (トカラ馬) ou poney de Kagoshima, est une race de poneys japonaise, originaire des îles Tokara dans la préfecture de Kagoshima.

## Histoire
Le Tokara décline avec la fin de son usage par les agriculteurs locaux, ces derniers émigrent et cessent l'élevage. Certains chevaux sont transférés sur l'île de Kyushu, aboutissant à l'établissement de deux sous-populations, l'une au parc Kaimon (privée) et l'autre à la ferme d'Iriki, sous la supervision de l'université agricole de Kagoshima. 
En 1958, l'étude de Hayashida le rapproche des petits chevaux insulaires du Sud-Ouest du Japon. 

## Description
Il mesure 1,14  à   1,15 m, selon CAB International.
Le Tokara appartient au même cluster de gènes que les races japonaises Misaki et Yonaguni, ainsi que peut-être du Noma. La diversité génétique de la race est très mauvaise, s'agissant de la plus basse de toutes les races de chevaux japonaises natives. Les taux d'hétérozygotie et de polymorphisme protéinique sont extrêmement bas, probablement en raison d'un fort goulet d'étranglement de population durant l'histoire de la race.

## Utilisations
C'est un poney de selle et de traction légère.

## Diffusion de l'élevage

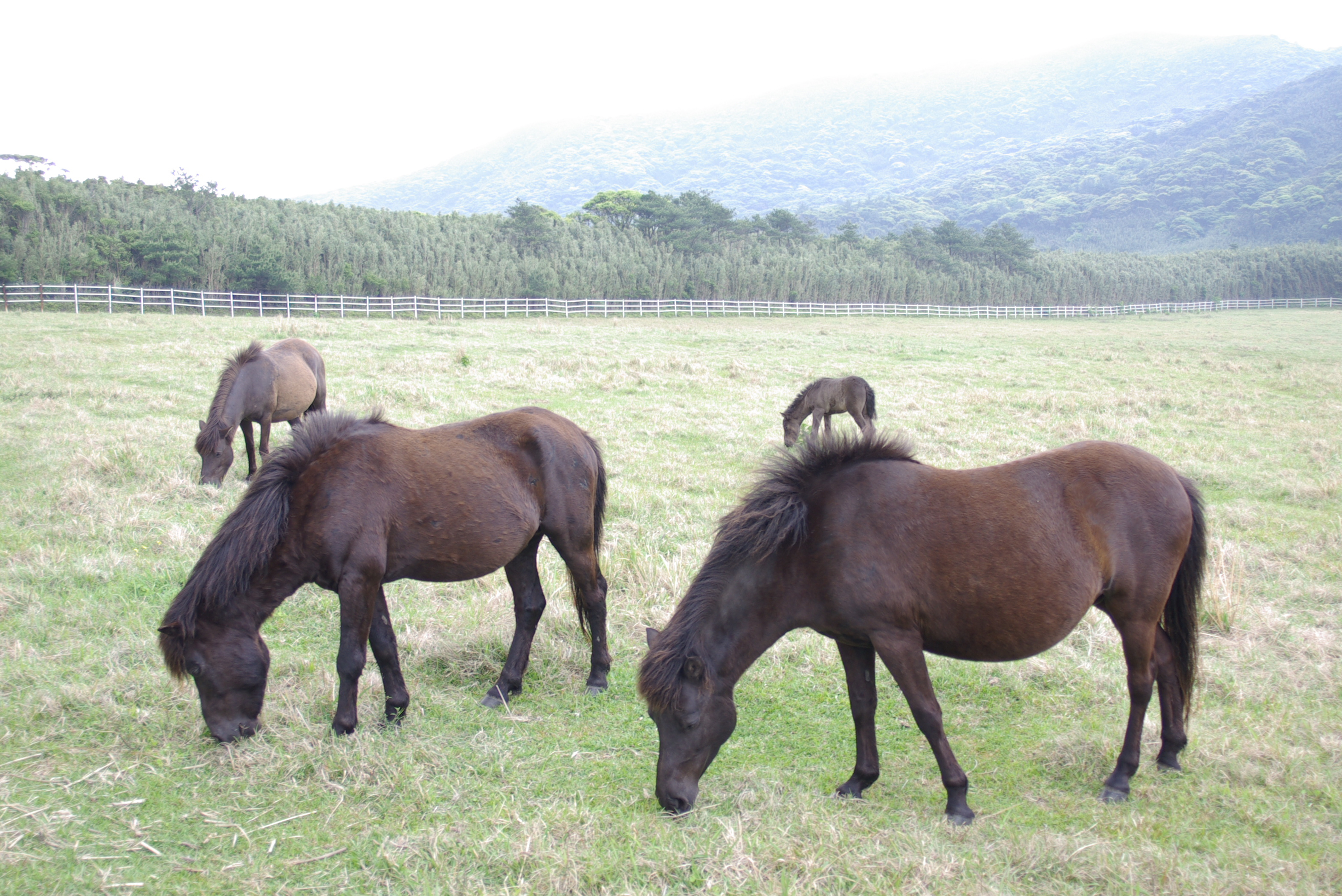
Groupe de Tokara.

La base de données DAD-IS classe le Tokara comme race locale du Japon. La race est exclusivement originaire d'une petite île du même nom, dans l'archipel Amami.
Le Tokara est considéré par l'étude de l'université d'Uppsala menée pour la FAO (2010) comme une race asiatique locale en danger critique d'extinction, faisant l'objet de mesures de protection.
La préservation via une banque de données génétiques a été préconisée en 1995. En 2008, l'ffectif de la race est de 115 individus.